# Presse quotidienne québécoise du XXe siècle

Cet article présente un tableau de la presse quotidienne québécoise du XXe siècle. Voyez également l'article sur la presse périodique québécoise du XXe siècle.
| Titre                                                      | Devise                                                         | Lieu           | Fondateur(s)                                       | Périodicité                                             | Durée                                                                    |
| ---------------------------------------------------------- | -------------------------------------------------------------- | -------------- | -------------------------------------------------- | ------------------------------------------------------- | ------------------------------------------------------------------------ |
| The Gazette                                                |                                                                | Montréal       | Honoré Beaugrand                                   | quotidien                                               | 1785 à aujourd'hui                                                       |
| The Montreal Herald                                        |                                                                | Montréal       | William Gray                                       | quotidien                                               | 1811 à 1957                                                              |
| The Montreal Star                                          |                                                                | Montréal       | Hugh Graham, 1er baron Atholstan                   | quotidien                                               | 1869 à 1979                                                              |
| The Daily Witness                                          |                                                                | Montréal       | John Dougall                                       | quotidien                                               | 13 août 1860 - 11 juillet 1913                                           |
| The Quebec Chronicle                                       |                                                                | Québec         | Robert Middleton et Charles Saint-Michel           | quotidien                                               | 17 oct. 1898 au 30 avril 1924 (change de titre pour Chronicle-Telegraph) |
| The Quebec Chronicle-Telegraph                             |                                                                | Québec         | James Carrel et William Price                      | quotidien (hebdomadaire à partir de 1972)               | 1934 à aujourd'hui                                                       |
| Le Soleil                                                  |                                                                | Québec         | Parti libéral du Canada et Parti libéral du Québec | quotidien                                               | 1896 à aujourd'hui                                                       |
| The Record                                                 |                                                                | Sherbrooke     |                                                    | quotidien                                               | 1897 à aujourd'hui                                                       |
| La Patrie                                                  | « Journal du soir »                                            | Montréal       | Honoré Beaugrand                                   | quotidien (devient un hebdomadaire du dimanche en 1957) | 24 févr. 1879 au 15 nov. 1957 et 17 nov. au 1 jan. 1978                  |
| La Presse                                                  | « Le plus grand quotidien français d'Amérique »                | Montréal       | William-Edmond Blumhart                            | quotidien                                               | 1884 à aujourd'hui                                                       |
| Le Canada                                                  |                                                                | Montréal       |                                                    |                                                         | 4 avril 1903 au 7 novembre 1954                                          |
| L'Action sociale                                           | « Instaurare omnia in Christo! »                               | Québec         | Action sociale catholique                          | quotidien et hebdomadaire                               | 21 décembre 1907 à juin 1915 (change de titre pour L'Action catholique)  |
| Le Devoir                                                  | Fais ce que dois!                                              | Montréal       | Henri Bourassa, Olivar Asselin, et Jules Fournier  | quotidien                                               | 1910 à aujourd'hui                                                       |
| Le Pays                                                    |                                                                | Montréal       | Godfroy Langlois                                   | quotidien                                               | 1910 à 1921                                                              |
| La Tribune                                                 |                                                                | Sherbrooke     |                                                    | quotidien                                               | 1910 à aujourd'hui                                                       |
| L'Action catholique. Organe de l'Action sociale catholique | « Instaurare omnia in Christo »                                | Québec         | Action sociale catholique                          | quotidien                                               | 9 juin 1915 au 15 août 1962 (change de titre pour L'Action)              |
| Le Nouvelliste                                             |                                                                | Trois-Rivières | Joseph-Hermann Fortier                             | quotidien                                               | 1920                                                                     |
| L'Ordre                                                    | « Quotidien de culture française et de renaissance nationale » | Montréal       | Olivar Asselin                                     | quotidien                                               | 10 mars 1934 au 11 mai 1935, 2 volumes, 51 numéros                       |
| Libre Nation                                               | « Pour un Québec libre et français »                           | Trois-Rivières | Tony Le Sauteur                                    | quotidien                                               | janvier 1962 à mai 1963                                                  |
| L'Action                                                   |                                                                | Québec         |                                                    | quotidien                                               | 16 août 1962 au 4 sept. 1971                                             |
| Le Journal de Montréal                                     |                                                                | Montréal       | Pierre Péladeau                                    | quotidien                                               | 1964 à aujourd'hui                                                       |
| Le Quotidien                                               |                                                                | Chicoutimi     |                                                    | quotidien                                               | 1973 à aujourd'hui                                                       |
| À propos                                                   |                                                                | Québec         |                                                    | quotidien                                               | 16 sept. 1973 au 17 août 1974                                            |
| Le Jour                                                    | « Le jour où nous serons maîtres chez nous »                   | Montréal       | Yves Michaud                                       | quotidien                                               | 28 février 1974 au 25 août 1976                                          |